# Paramicroplus brevis
Paramicroplus brevis är en skalbaggsart som beskrevs av Blanchard 1850. Paramicroplus brevis ingår i släktet Paramicroplus och familjen Melolonthidae. Inga underarter finns listade i Catalogue of Life.